# مردم مصر
مردم مصر (عربی: مِصریّون) عموماً" به ساکنان کشور مصر گفته می‌شود. ۹۱ میلیون مصری در سراسر جهان وجود دارد. بعد از مصر،لیبی (یک میلیون نفر) و آمریکا (یک تا یک و نیم میلیون نفر) بیشترین مصری را در خود جای داده‌اند.

## کتاب شناسی
- Barakat، Halim (۱۹۹۳). The Arab World: Society, Culture, and State. University of California Press. شابک ۰۵۲۰۰۸۴۲۷۶.
- Hinnebusch، Raymond A. (۲۰۰۲). The Foreign Policies of Middle East States. Lynne Rienner Publishers. شابک ۱۵۸۸۲۶۰۲۰۸.